# 露营之歌
《露营之歌》是一首由李兆麟、于天放、陈雷，高禹民等人作词，以古曲落花调为曲谱的歌曲。此歌创作于1937至1938年间，并按春夏秋冬四季写成四段歌词，描写了东北抗日联军西征过程中一年四季的露营生活与小兴安岭、镜泊湖等地的自然景色。

## 创作背景与过程
露营之歌共分四段，创作于1937至1938年间东北抗日联军西征时期。1937年6月，关东军与满洲国军向东北抗日联军进攻，东北抗联为保存实力，进行西征。1937年6月底，东北抗联第三路军总指挥李兆麟和第六军军长戴洪滨率第二、三、四师和军部保安团在依兰县东白石砬子渡松花江，据抗联老兵王钧回忆：“部队到达岔巴气河入口处，我看见李兆麟和高禹民坐在一块大石头上开始编写《露营之歌》第一段，但当时没有写完，也没有发表”。另说法称是陈雷在此创作了《露营之歌》第一段歌词，后由李兆麟修改。此时《露营之歌》第一段虽未发表，但已在抗联第三、第六军中广为传唱。
1937年7月，戴洪滨率抗联二师、三师、四师和军保安团沿汤旺河行军，进入小兴安岭原始森林，行军一个多月，到达海伦八道梁子，期间戴洪滨率领的抗联部队与关东军和满洲国军进行多次战斗，1937年10月，戴洪滨率部退回汤河，并向李兆麟汇报了西征概况与战斗情况，李兆麟根据这些素材，写出了《露营之歌》的第二、三段歌词。
1938年年底，李兆麟率部队到达海伦八道梁子，北满抗联部队完成西征。李兆麟委托于天放编写完成《露营之歌》第四段，后由李兆麟修改。

## 版本
1939年7月7日，东北抗日联军第三军政治部宣传科编印的《革命歌集（第二集）》中收录了《露营》歌。这是已知最早发表的油印件，但是没有署名作词者。
1946年3月20日，由冯仲云主持的兆麟纪念委员会在《纪念民族英雄李兆麟（张寿籛）将军》中刊登的《露营之歌》中，较1939年版第二、三段后半部分互置了，并注明此歌为“李兆麟将军遗作”。1958年，原东北烈士纪念馆的研究人员郭兆庆对冯仲云进行采访，他根据冯仲云的意见对“46年纪念版”《露营之歌》的段落和文字进行了修改。
学者王晓兵认为：46年纪念版是东北光复后人们看到的《露营之歌》的第一个印刷版本，中华人民共和国成立后出版的大多数版本中的错误均出自这一版。与39年油印版比较，46年纪念版《露营之歌》共有14处26个字的不同。

## 演出
2019年9月26日，庆祝中华人民共和国成立70周年文艺晚会《奋斗吧中华儿女》中以舞蹈和朗诵的形式表演了《露营之歌》的歌词片段。